# دييغو لوريرو
دييغو لوريرو هو لاعب كرة قدم برازيلي، ولد في 28 يوليو 1998 في ريو دي جانيرو في البرازيل.

## وصلات خارجية
- دييغو لوريرو على موقع قاعدة بيانات كرة القدم.إي يو (الإنجليزية)
- دييغو لوريرو على موقع Soccerway.com (الإنجليزية)